# Liste des telenovelas et séries d'Imagen Televisión

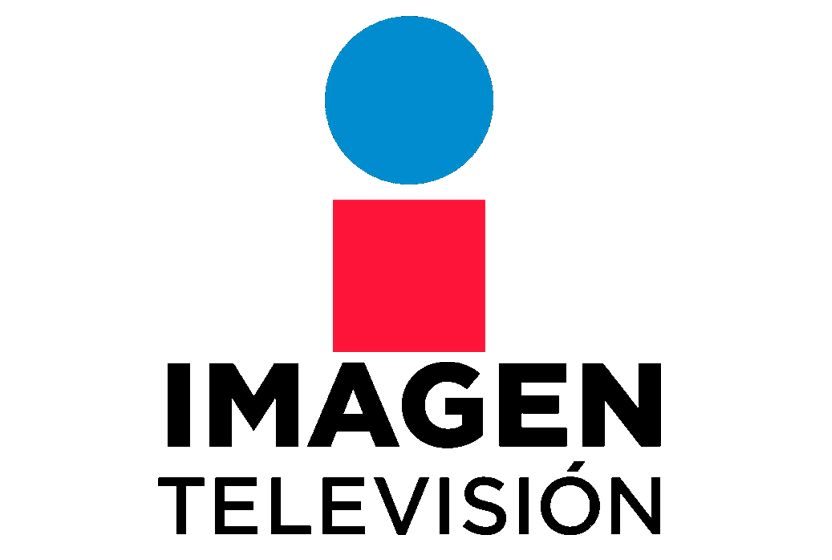
Logo de Imagen Televisión.

Cet article présente la liste des telenovelas et séries d'Imagen Televisión par année de 2016 à aujourd'hui.

## Années 2010
| # | Années | Titre                 | Producteur                   |
| - | ------ | --------------------- | ---------------------------- |
| 1 | 2016   | Vuelve temprano       | Diego Bonaparte              |
| 2 | 2016   | Perseguidos           | Perla Martínez Legorreta     |
| 3 | 2017   | Paquita la del barrio | Carlos Rueda y Marcel Ferrer |
| 4 | 2017   | Muy padres            | Rafael Gutiérrez             |
| 5 | 2018   | Atrapada              | Marcel Ferrer                |
| 6 | 2018   | La taxista            | Agustín Restrepo             |
| 7 | 2019   | La Guzmán             | Andrés Santamaria            |
| 8 | 2019   | Un Poquito Tuyo       | Agustín Restrepo             |